# Nieuw Engeland (Hoogvliet)
Nieuw Engeland is een wijk in het noorden van het Rotterdamse stadsdeel Hoogvliet. Nieuw Engeland wordt begrensd door de A15 in het noorden, de Aveling in het zuidoosten en de Venkelweg in het zuidwesten.

## Geschiedenis
De huidige wijk Nieuw Engeland is ontstaan in de gelijknamige polder. Bij de ontginning van IJsselmonde werd eerst de zeer kleine Oud-Engelandse polder aangelegd, daarna de veel grotere Nieuw-Engelandse polder. (De huidige wijk beslaat in feite ook de oude polder.) Het was in deze tijd niet ongebruikelijk om polders naar verre landen te vernoemen: in de directe omgeving vindt men Lombardijen, Poortugaal en Spangen (Spanje). Engeland ontwikkelde zich niet tot een dorp; bij de volkstelling van 1795 had het slechts 26 inwoners.
Nieuw Engeland is de eerste uitbreidingswijk van Hoogvliet. Met de bouw werd in het begin van de jaren dertig gestart, toen Hoogvliet nog niet door Rotterdam geannexeerd was. Dit deel van de wijk bevat eengezinswoningen. In de jaren vijftig werden naast eengezinswoningen ook flats gebouwd: de 'oliebuurt', onder de rook van Shell Pernis. Het westen van de wijk is bekend onder de naam Digna Johanna.
De flatgebouwen werden gebouwd om de werknemers van de olieindustrie in Rotterdam te huisvesten. Deze bewoners zijn reeds lang geleden vertrokken naar andere buurten in Hoogvliet en naar Spijkenisse en Hellevoetsluis. Om de verloedering van de wijk het hoofd te bieden zijn veel flatwoningen gesloopt en vervangen door nieuwbouw.

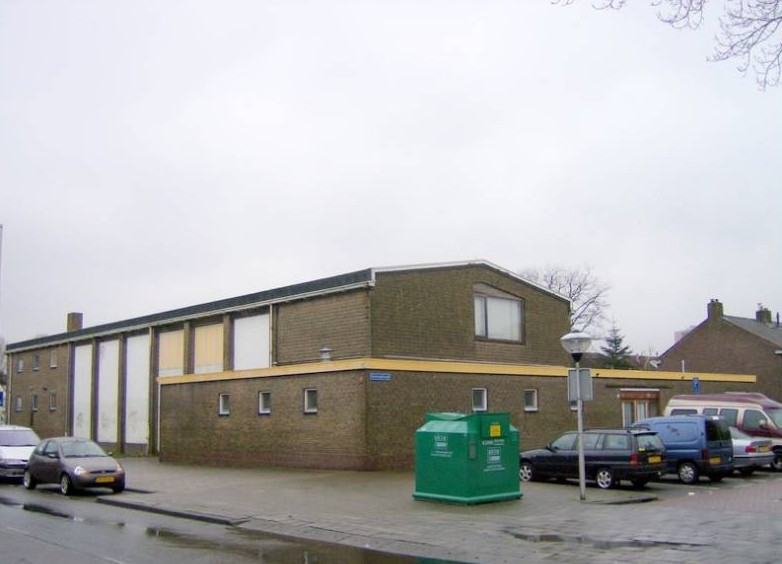
Voormalig Recreatiegebouw aan de Oude Wal.
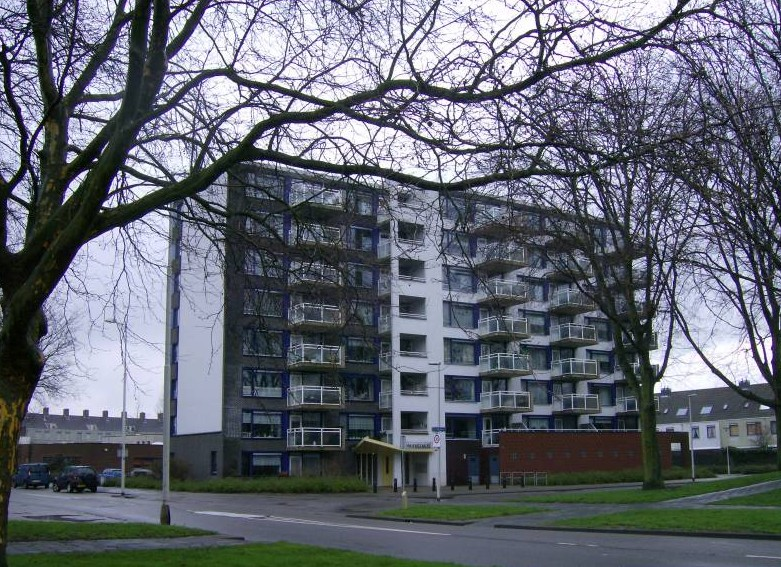
Seniorencomplex Haifastaete.
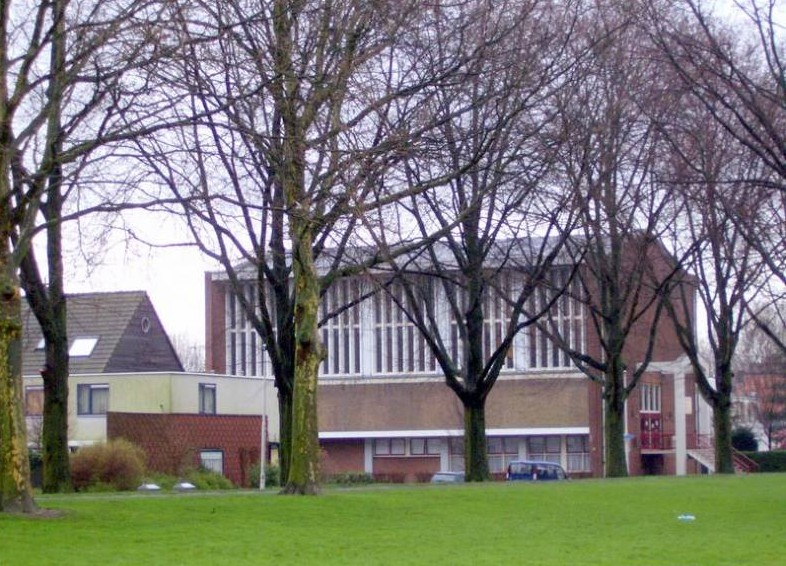
Pinkstergemeente Hoogvliet v.m. Geref.Deltakerk.
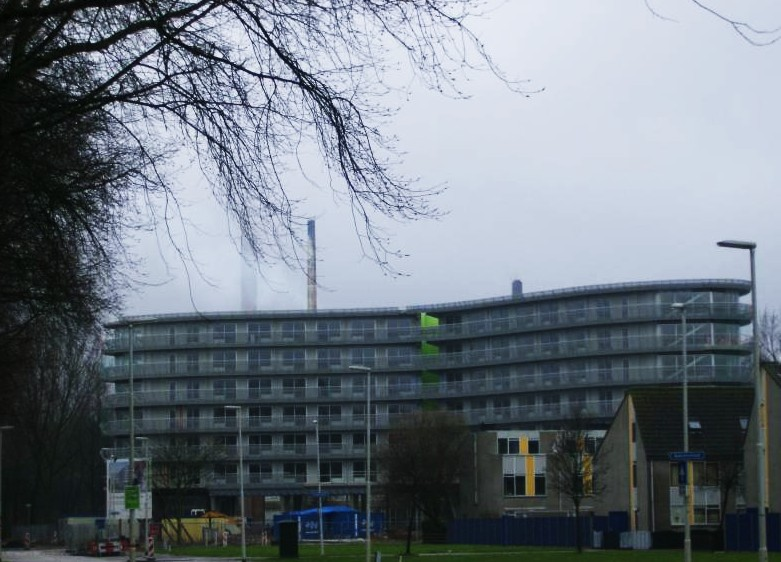
Appartementencomplex Haifaweg-Noord Condor in aanbouw 2007.

Boomgaardshoek · 
Gadering · 
Meeuwenplaat · 
Middengebied · 
Nieuw Engeland · 
Oudeland · 
Tussenwater · 
Westpunt · 
Zalmplaat
Rotterdam Centrum ·
Rotterdam-Noord ·
Rotterdam-Oost ·
Rotterdam-West ·
Rotterdam-Zuid ·
110-Morgen ·
Afrikaanderwijk ·
Agniesebuurt ·
Bergpolder ·
Beverwaard ·
Blijdorp ·
Blijdorpse polder ·
Bloemhof ·
Boomgaardshoek ·
Bospolder-Tussendijken ·
CS-kwartier ·
Carnisserbuurt ·
Cool ·
Crooswijk ·
De Esch ·
De Veranda ·
Delfshaven ·
Delfshaven-Schiemond ·
Dijkzigt ·
Feijenoord ·
Gadering ·
Groenenhagen-Tuinenhoven ·
Groot-IJsselmonde ·
Heijplaat ·
Het Lage Land ·
Hillegersberg ·
Hillesluis ·
Homerusbuurt ·
Hordijkerveld ·
Kandelaar ·
Karl Marxbuurt ·
Katendrecht ·
Kiefhoek ·
Kleinpolder ·
Kleiwegkwartier ·
Kop van Zuid ·
Kralingen ·
Kralingse Veer ·
Kreekhuizen ·
Landzicht ·
Liskwartier ·
Lloydkwartier ·
Lombardijen ·
Meeuwenplaat ·
Middelland ·
Middengebied ·
Millinxbuurt ·
Molenlaankwartier ·
Molièrebuurt ·
Nesselande ·
Nieuw Engeland ·
Nieuw-Mathenesse ·
Nieuwe Westen ·
Nooddorp ·
Noordereiland ·
Ommoord ·
Oosterflank ·
Oud-Charlois ·
Oud-IJsselmonde ·
Oud-Mathenesse ·
Oude Noorden ·
Oude Westen ·
Oudeland ·
Overschie ·
Pendrecht ·
Prinsenland ·
Provenierswijk ·
Reyeroord ·
Rubroek ·
Sagenbuurt ·
Scheepvaartkwartier ·
Schiebroek ·
Schiemond ·
's-Gravenland ·
Smeetsland ·
Spaanse Polder ·
Spangen ·
Sportdorp ·
Stadsdriehoek ·
Struisenburg ·
Tarwewijk ·
Terbregge ·
Tussenwater ·
Varenbuurt ·
Vondelingenplaat ·
Vreewijk ·
Waalhaven ·
Westpunt ·
Wielewaal ·
Witte Dorp ·
Zalmplaat ·
Zenobuurt ·
Zestienhoven ·
Zevenkamp ·
Zomerland ·
Zuidwijk